# 6643 Morikubo
6643 Morikubo este un asteroid din centura principală de asteroizi.

## Descriere
6643 Morikubo este un asteroid din centura principală de asteroizi. A fost descoperit pe 7 noiembrie 1990 la Yatsugatake de Yoshio Kushida și Osamu Muramatsu. Asteroidul prezintă o orbită caracterizată de o semiaxă mare de 3,10 ua, o excentricitate de 0,27 și o înclinație de 2,8° în raport cu ecliptica.